# Crkva sv. Petra u Inđiji
Crkva svetog Petra je crkva u Inđiji. Površine je 446 m2.

## Povijest
Iako je župa svetog Petra, apostola u Inđiji osnovana 1835., župna crkva je dovršena 1872., nakon 4 godine izgradnje.
Župni stan je izgrađen 1929.